# Phillip Mango
Phillip Mango (Honiara, 28 agosto 1995) è un calciatore e giocatore di calcio a 5 salomonese, portiere del Central Coast Football Club.

## Carriera

### Calcio
A livello di club, Mango ha giocato in patria con Marist e Western United. Ha esordito con la nazionale salomonese il 27 marzo 2016.

### Calcio a 5
Mango ha disputato la Coppa del Mondo 2016 con la nazionale salomonese di calcio a 5.

## Statistiche

### Cronologia presenze e reti in nazionale
| Cronologia completa delle presenze e delle reti in nazionale ― Isole Salomone | Cronologia completa delle presenze e delle reti in nazionale ― Isole Salomone | Cronologia completa delle presenze e delle reti in nazionale ― Isole Salomone | Cronologia completa delle presenze e delle reti in nazionale ― Isole Salomone | Cronologia completa delle presenze e delle reti in nazionale ― Isole Salomone | Cronologia completa delle presenze e delle reti in nazionale ― Isole Salomone | Cronologia completa delle presenze e delle reti in nazionale ― Isole Salomone | Cronologia completa delle presenze e delle reti in nazionale ― Isole Salomone |
| Data                                                                          | Città                                                                         | In casa                                                                       | Risultato                                                                     | Ospiti                                                                        | Competizione                                                                  | Reti                                                                          | Note                                                                          |
| ----------------------------------------------------------------------------- | ----------------------------------------------------------------------------- | ----------------------------------------------------------------------------- | ----------------------------------------------------------------------------- | ----------------------------------------------------------------------------- | ----------------------------------------------------------------------------- | ----------------------------------------------------------------------------- | ----------------------------------------------------------------------------- |
| 14-6-2023                                                                     | Kuala Terengganu                                                              | Malaysia                                                                      | 4 – 1                                                                         | Isole Salomone                                                                | Amichevole                                                                    | -4                                                                            |                                                                               |
| Totale                                                                        |                                                                               | Presenze                                                                      | 1                                                                             |                                                                               | Reti                                                                          | -4                                                                            |                                                                               |

## Palmarès

### Club

#### Competizioni nazionali
- Telekom S-League: 1

Marist: 2016-2017